# 宋浚吉
宋 浚吉（そう しゅんきつ、ソン・ジュンギル、朝鮮語:송준길、1606年12月28日-1672年12月2日）は、李氏朝鮮の文臣、政治家、性理学者、哲学者。第1次礼訟論争における西人の穏健派人の1人である。宋時烈と西人党の理論家であり礼学の大家の1人だった。金長生・金集の門人。本貫は恩津宋氏。仁顕王后の外祖父。字明甫、号は同春堂・同春、諡号は文正。
大田広域市にある別荘が「懐徳同春堂（대전 회덕 동춘당）」として大韓民国指定宝物に選定され、保存・公開されている。

## 著作
- 『語録解』
- 『同春堂集』